# 하동 법성선원 운수단작법
하동 법성선원 운수단작법(河東 法成禪院 雲水壇作法)은 대한민국 경상남도 하동군 옥종면에 있는 책이다. 2015년 7월 30일 경상남도의 유형문화재 제588호로 지정되었다.

## 지정 사유
｢운수단작법(雲水壇作法)｣은 조선 중기의 선승(禪僧) 휴정(休靜1520-1604)이 당시 여러 사찰에서 시행되던 불보살(佛菩薩)‚ 천신(天神)‚ 귀신(鬼神) 등에 대한 헌공의식(獻供儀式)을 새롭게 개편‚ 정리한 책이다. ‘운수단(雲水壇)’이라는 題名은 ‘운수행각(雲水行脚)을 하는 납자(衲子)‚ 곧 禪家에서 여러 단(壇)에 헌공(獻供)하는 의식’이라는 뜻이다.
이 책은 명확한 간행 기록(刊記)은 없지만, 권말(卷末)의 기록에 의해 '1664년'에 해인사에서 간행한 것으로 판단된다. 또한 본문 변란에 시주자들이 수록되어 있고, 그 인출 및 보관상태가 양호한 책이다.
이 책은 선가(禪家)의 대표적인 의례문(儀禮文)으로 중요한 자료적 가치를 지니고 있다.

## 참고 자료
- 하동 법성선원 운수단작법 - 국가유산청 국가유산포털